# Bradford City AFC
A Bradford City AFC, teljes nevén Bradford City Association Football Club egy angol labdarúgócsapat, melynek székhelye Bradfordban, West Yorkshire-ben található. Az angol labdarúgás negyedik legmagasabb osztályában, a League Two-ban szerepel.
A klub otthona a 25 126 férőhelyes Valley Parade, melyben 1985. május 11-én 56 szurkoló vesztette életét, miután tűz ütött ki.
Az együttest 1903-ban alapították, és azonnal beválasztották az angol bajnokság másodosztályába. Az 1907-1908-as szezonban megnyerték a második liga küzdelmeit, így feljutottak az első osztályba. 1911-ben elhódították az FA-kupát, a tófea napjainkban is az egyetlen jelentős sikerük. 1922-ben az első osztályú, míg 1927-ben a másodosztályú bajnokságból estek ki, majd az 1928–1929-es szezonban begyűjtötték a harmadosztályú angol bajnokság északi győztesének járó serlegét. Az 1937-ben történő újabb kiesés lehetővé tette számukra, hogy diadalmaskodjanak az északi liga kupájának kiírásában. 1962-ben újabb osztályesés következett, így az újonnan induló negyedosztályú bajnokság küzdelmeibe voltak kénytelenek bekapcsolódni. 1969-ben és 1977-ben ugyan visszakerültek a harmadik vonalba, de 1972-ben és 1978-ban újra kiestek. Az 1980-as években ismét kisebb sikereket értek el, Roy McFarland, majd Trevor Cherry irányításával. Az 1981–1982-es szezonban a feljutást a rájátszásban harcolták ki, az 1984–1985-ös szezonban pedig a harmadosztályban a tabella élén végeztek, 1990-ben ugyanakkor kiestek a második ligából.
1996-ban rájátszáson keresztül újra felkerültek a másodosztályba, majd az 1998–1999-es szezonban 77 év elteltével jutottak fel az első osztályba. A 2000–2001-es szezon során egészen az Intertotó-kupa elődöntőjéig meneteltek, de végül a Premier League-től búcsúztak. Pénzügyi válságok sorozata következett, kétszer kerültek a felszámolás szélére, továbbá 2004-ben és 2007-ben újabb kiesések következtek, így már a negyedik vonalban játszottak. Phil Parkinson irányítása alatt bejutottak a 2013-as Ligakupa döntőjébe, majd megnyerték az akkori negyedosztály rájátszását is, de 2019-ben újra kiestek a harmadik vonalból.
A csapat az egyetlen profi labdarúgóklub Angliában, amely bordó és borostyán színt visel, a történelmük során pedig mindvégig ezekben a színekben léptek pályára. Több becenevük ismert, ám leginkább Bantams, azaz "Baromfik" néven emlegetik őket. Az elnevezés a címerükön is szerepel. A szurkolók által népszerű West Yorkshire-i derbit a Huddersfield Town és a Leeds United ellen rendezik meg, míg a Bradfordi derbit a ma már a Football League-en kívül játszó Bradford Avenue-vel szemben bonyolították le.

## Klubtörténet

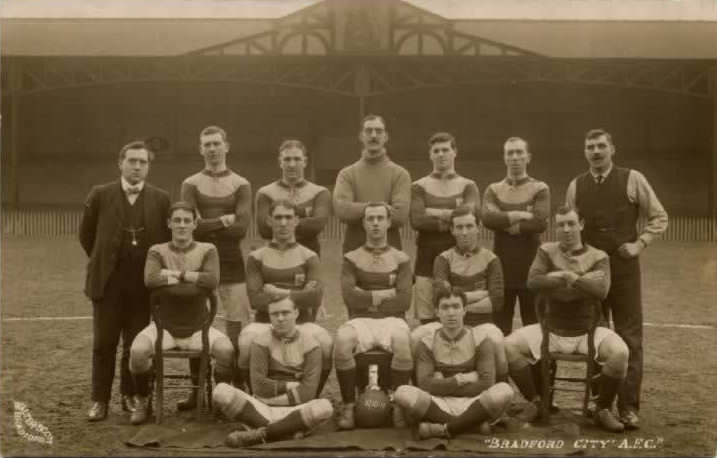
Az 1911-es FA-kupa győztes Bradford City

A Bradford City 1903-ban alakult. James Whyte, a Bradford Observer újság alszerkesztője találkozott az Angol labdarúgó-szövetség tisztviselőivel a ligarögbi csapat, a Manningham FC képviseletében.  Az English Football League népszerűsíteni szándékozta a labdarúgást a rögbi uralta West Yorkshire megyében, így a klubot a Doncaster Rovers helyett elindította a bajnokság másodosztályában. Négy nappal később, a Manningham FC 23. évi ülésén a bizottság úgy döntött, hogy rögbicsapatról labdarúgóklubra váltja csapatát. A Bradford City, mint labdarúgóklub, megalakulása előtt nem játszott mérkőzést, átvette a Manningham bordó színeit és a stadionját is, a Valley Parade pályáját.
Robert Campbellt nevezték ki az első menedzsernek, az új bizottság megbízásából pedig 917 font fejében összeállított egy csapatot. Első mérkőzésüket 1903. szeptember 1-jén a Grimsby Town ellen játszották, hat nappal később az első hazai meccsükre 11 000 néző látogatott ki. Első idényükben a 10. helyen végeztek. 1905 novemberében Peter O’Rourke vette át a vezetőedzői feladatokat. Az 1907–1908-as idényben a City-t a másodosztály élére vezette, így felléptek az első osztályba, ahol elkerülve a kiesést az 1910–1911-es szezonban az ötödik helyen végeztek. Ugyanebben az évadban megnyerték az FA-kupát is, a csapatkapitány, Jimmy Speirs gólja a Newcastle United ellen győzelmet ért számukra. A kupadiadalt követően rendezték meg az első Bradford-derbit a Bradford Park Avenue ellen, majd a Barnsley volt az a klub, amely 12 veretlen mérkőzés után győzni tudott ellenük.

A grafika a Bradford City bajnokságokban való részvételét mutatja

Az első világháborúig terjedő időszakban és az azt követő három évadig az élvonalban maradtak, de az 1921–1922-es szezonban a Manchester Uniteddel együtt kiestek. A második vonalba visszatérve a nézőszám csökkent, a bentmaradásért küzdve öt egymást követő évben a tabella alsó felében végeztek. Az 1926–1927-es idényben a harmadosztály északi kiírásába estek ki. Két idény múlva O'Rourke, aki fia halála után eredetileg 1921-ben visszavonult, 128 góllal járult hozzá összesen az osztálylépésekhez. O’Rourke egy szezont követően másodjára távozott, és bár a klub nyolc szezont töltött a másodosztályban, mégis ritkán adódott arra lehetőségük, hogy visszakerüljenek az élvonalba. Az 1936–1937-es bajnokságot követően újra a harmadosztály küzdelmeibe voltak kénytelenek bekapcsolódni. Két szezonnal később a rájátszás találkozóit megnyerték, valamint magasba emelhették a harmadosztály kupáját, de a címvédésre lehetőség nem adódott, mivel a bajnokságot a második világháború miatt felfüggesztették.
A háború után két idényt követően két menedzsert fogyasztottak, az 1955–1956-os idényig folyamatosan a harmadosztály tabellájának alsó hányadában voltak. Az 1958–1959-es szezonban ők is beneveztek a megújult harmadosztály küzdelmeibe. Mindössze három szezont töltöttek az ország harmadik legerősebb bajnokságában, az 1960–1961-es idényben ugyanakkor kiestek, de a Ligakupában legyőzték az élvonalban szereplő Manchester Unitedet. AZ 1961–1962-es évadban David Layne gólja majdnem feljutást eredményezett a rájátszásban számukra, azonban a bajnokságban elszenvedték legnagyobb vereségüket a Colchester United ellen 9–1 arányban. Layne a Sheffield Wednesday gárdájához távozott, nélküle a tabella aljáról a második helyre léptek, így rájátszásban mérkőzhettek meg a feljutásért. Az 1963–1964-es bajnoki kiírásban ugyan a feljutást nem sikerült kiharcolniuk, de több gólt szereztek a szezonban, mint bármelyik más csapat a bajnokságban. Rodney Green 29 bajnoki találatával gólkirály lett. Ezek után három nehéz idény következett, mely során Grenville Hair vezetőedző szívrohamot kapott edzés következtében, a gárda pedig visszatért rájátszás útján a harmadosztályba az 1968–1969-es szezonban. Mindössze három évet töltöttek itt, ezt követően újra kiestek az 1971–1972-es szezon alkalmával. Az 1976–1977-es bajnoki kiírásban ugyan ismét feljutottak, de egy év múlva újra kiestek.

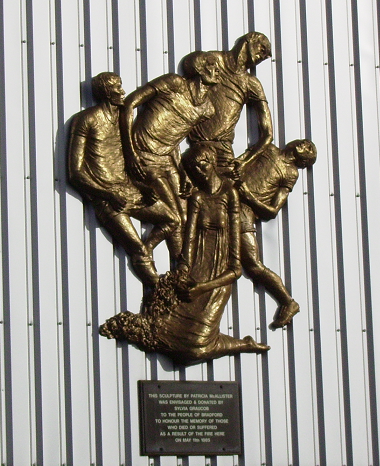
Egy emlékmű, melyet a csapat stadionjában állítottak fel az 1985-ben történt tűzkatasztrófa áldozatainak emlékére

Az ezt követő három évben nem tudták megnyerni a rájátszást, majd 1981 májusában az egykori angol válogatott középhátvédet, Roy McFarlandot nevezték ki vezetőedzőnek. Első szezonjában menedzselésével osztályt léptek, a tréner korábbi klubja, a Derby County ellen sikerült kiharcolni a feljutást. McFarland utódja ezek után egy másik volt angol válogatott játékos, Trevor Cherry lett. Cherry korábbi csapattársát, Terry Yorath-ot hívta maga mellé asszisztensnek. Vezetésével két hónapig nyeretlenek voltak, de végül a bentmaradást sikerült elérniük. A nyár folyamán azonban behajtók jöttek Bob Martin klubelnökhöz. A klubot Stafford Heginbotham volt elnök és Jack Tordoff volt igazgatósági tag mentette meg a csődtől, így megkezdhették az új szezont, viszont az új biztosítási alap létrehozása miatt kénytelenek voltak eladni Bobby Campbellt a Derby County-nak. A kiesésért küzdöttek, majd Campbell visszatérésével tíz egymást követő mérkőzésen nyerni tudtak. Noha a feljutás elmaradt, az 1984–1985-ös szezonban megnyerték a bajnokságot, így visszatértek a második vonalba. A diadalukat azonban beárnyékolta a tűzkatasztrófa, mely 56 ember halálát okozta, miután a Valley Parade kigyulladt az utolsó fordulóban.
Ezt követően 19 hónapon át nem játszottak a stadionjukban. Alig tíz hónappal az új, 2 600 000 font értékű aréna megnyitása után Cherry-t menesztették. Utódja, Terry Dolan megmentette őket a kieséstől, majd a következő idényben irányításával rájátszáson vehettek részt. 1987 szeptemberében a tabella első hányadába kerültek, de karácsony közeledtével vereséget szenvedtek, így lemaradtak a feljutástól. Ehelyett rájátszásban mérkőztek meg a Middlesbrough gárdájával, de vereséget szenvedtek ellenük. Két évvel később visszaestek a harmadosztályba, ahol három idényt tekintve a középmezőnyben végeztek.

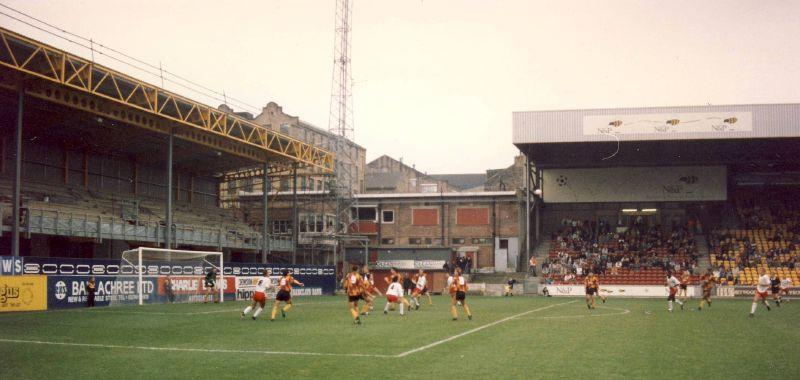
A Bradford City a Fulham FC csapata ellen a Valley Parade-on az 1990-es évek elején

1994 januárjában a Scarborough csapatától érkezvén Geoffrey Richmond vette át az elnöki tisztséget. Ígéretet tett, hogy öt éven belül a Premier League-be juttatja őket. Törlesztette az adósságokat, majd menesztette Frank Stapleton vezetőedzőt, helyére pedig Lennie Lawrence-et nevezte ki. Lawrence alig több, mint egy év után távozott a Luton Town kispadjára, helyette Chris Kamara vette át az edzői feladatokat, aki rájátszást érő helyre vezette őket. A Wembley Stadionban 2–0-s győzelmet arattak a Notts County ellen, így a második liga tagjává váltak. Elkerülték a kiesést az által, hogy az utolsó két fordulóban először legyőzték a Charlton egyesületét 1–0-ra, majd a Queens Park Rangers csapatát 3–0-ra. Kamarát azonban 1998 januárjában menesztették. Paul Jewell kezdetben ideiglenesen vette át a gárda irányítását, mielőtt végleges szerződést kapott volna. Az ő edzősködése idején történt az első 1 000 000 fontos átigazolásuk, majd 77 év után ismét a legfelső osztály tagjai lettek azzal, hogy a második helyen végeztek a bajnokságban. A következő évadban Jewell dacolva kritikusaival – akinek csapatát Ükhadseregnek is nevezték – az utolsó fordulóban elkerülte a kiesést az által, hogy a Liverpool ellen 1–0-s győzelmet aratott David Wetherall góljával.
Jewell azonban nem sokkal később távozott, és segítőjét, Chris Hutchingsot nevezték ki menedzsernek az új drága átigazolások ellenére is. 2000 novemberében elbocsátották, holott edzősége idején a tabella aljáról a második helyre verekedte fel magát a csapat. Jim Jefferies vette át az irányítást, de nem tudta elkerülni a kiesést. Az első osztályú szezon végeztével 13 000 000 fontos tartozással sújtották a klubot, majd két évvel később újabb adósságot róttak ki rájuk. Két másodosztályú szezon után a 2006–2007-es szezonban újra a harmadik ligába estek vissza, ezzel pedig már a 26. évüket töltötték ebben a kiírásban. Az új menedzser a csapat korábbi játékosa, Stuart McCall lett, és bár a szezon elején kiesésre álltak, az idény végeztével mégis a 10. helyen végeztek. McCall végül 2010. február 8-án hagyta el az egyesületet, gyenge eredményei után egy igazgatói döntés következtében.
2011 szeptemberében összeköttetésben álltak az amatőr amerikai SC United Bantams csapatával.
2013 januárjában a Rochdale 1962-ben történő sikere után negyedosztályú csapatként a Ligakupa-döntőbe kvalifikálták magukat, valamint az első ilyen ligás klub lettek, mely a Wembley Stadionban játszhatott döntőt. A fináléba vezető úton három első osztályú gárdát győztek le – a negyedik fordulóban a Wigan Athletic-et büntetőkkel 4–2 arányban, a negyeddöntőben az Arsenalt 3–2-re, az elődöntőben pedig az Aston Villa ellen 4–3-as győzelmet arattak összesítésben. A Premier League-ben szereplő Swansea City ellen találkoztak a fináléban, de ott 5–0-s vereséget szenvedtek. Azzal, hogy bejutottak a fináléba, 1 300 000 fontos bevételre tettek szert, továbbá a gárda közös elnöke, Mark Lawn bejelentette, hogy további 1 000 000 fontos profit áll rendelkezésre, így a 2012–2013-as idény kezdetén összesen 2 300 000 font bevételük keletkezett. 2013. május 18-án ismét a Wembley-ben játszottak, ezúttal a negyedosztályú bajnokság rájátszásában a Northampton Town egyesületét győzték le 3–0-ra, ezzel a 2013–2014-es szezonban újra a harmadosztályban indulhattak.
2015. január 24-én az FA-kupa küzdelmeiben 4–2-es győzelmet arattak a Chelsea ellen. Tizennyolc esztendő után tudtak győzni újra a kupasorozatban. 2015. február 15-én egy újabb első osztályú klub, a Sunderland ellen győztek 2–0-ra. A negyeddöntőben hazai pályán 0–0-s döntetlent játszottak a Reading gárdája ellen, a visszavágón azonban az ellenfél győzött a Madejski Stadionban 3–0-ra, így kiestek a kupából.
2019 áprilisában újra a negyedosztályba estek ki.
2021 decemberében a WAGMI United amerikai befektetőcsoport, akik kriptovalutát és NFT tokent használnak, megkereste a klubot egy esetleges felvásárlás miatt. Az ajánlatot elutasították.
2022. február 24-én Mark Hughes-t 2024 nyaráig tartó szerződéssel nevezték ki a klub menedzsereként.

## Klubszínek és címerek
A Bradford elődjétől, a Manningham FC nevű rögbicsapattól örökölte bordó és borostyán színeit 1884-ben, mielőtt 1886-ban a Valley Parade-ra költözött. A különbség, hogy a Manningham vízszintes csíkos mezben játszott, míg a City labdarúgói függőleges csíkozású szerelést viselnek. Eredetileg fekete mezben és fehér nadrágban játszottak, 1884. szeptember 20-án mérkőztek először bordóban a Hull City ellen a Carlisle Road-on.
Az ok, amiért a Manningham bordó és borostyán színeket választott, nincs dokumentálva, de a színek hasonlók a walesi herceg West Yorkshire-i ezredének színeivel, melynek székhelye a Manningham közeli Belle Vue laktanyában volt. 1886-ban a Manningham FC, majd 1903-tól 1910-ig a Bradford City a laktanyát öltözőnek használta.
A színük alapításuk óta bordó és borostyán, vagy fehér, vagy fekete. Az 1985-ös tűzeset óta a feketét az 56 elhunyt szurkoló emlékére viselték. Az idegenbeli szerelésük a fehér volt, valamint kisebb mértékben kék is, de az utóbbi években több szín és más dizájn figyelhető meg. A 2008–2009-es szezon során az idegenbeli mezük teljesen fehér volt. A 2009–2010-es szezonban már fekete volt az idegenbeli szerelés, vékony bordával és borostyán színű csíkkal bal középen.
Érdekesség, hogy a Harry Potter-könyvek rajongói is előszeretettel vásárolják szurkolói sáljaikat, mivel Harry házának, a Griffendélnek a színei majdhogynem azonosak klubszíneikkel.
Világszerte számos klub visel bordó és borostyán színt. A skót Motherwell eredetileg kék-fehér színekben futballozott, míg 1913. augusztus 23-án a Celtic ellen bordóban. Sokan feltételezik, hogy a Motherwell a bordó és borostyán színt azért választotta, mert azok Lord Hamilton versenyszínei voltak, azonban valószínűbb, hogy a gárdára a Bradford City 1911-es FA-kupa győzelme gyakorolt hatást.
Címerükben számos embléma volt látható az évek folyamán. 1974-ben elfogadták a kezdőbetűiket ábrázoló címert a B-C logóval. Ezidőtájt az új emblémán látható volt Paraders (Felvonulók) becenevük is. 1981 decemberétől a címerükön láthatók a színeik, valamint tartalmazza a The Bantams (Baromfik) feliratot is, mely a másik becenevük.

## Becenevek
A Bradford City csapatának számos beceneve volt történelmük során. A korai éveikben Robins-nak vagy Darazsaknak hívták őket, mivel a bordó és borostyán színeit átvették a Manningham FC-nek. További becenevük még a Citizens (felvonulók), Paraders (polgárok), de a legjobban ismert a Bantams (baromfik).

## Stadion
A Valley Parade kőbányaként üzemelt egy domboldalon a bradfordi Manningham alatt, mely 1886-ban a Midland Railway Company tulajdonában volt, majd a Manningham rögbicsapata megvásárolta a föld 1/3-át, így a fennmaradó részét bérbe adta, mivel új otthon után kellett nézniük. 1400 fontot költöttek egy 20 000 férőhelyes stadion felhúzására és szintezésére. Miután 1903-ban megalakult a Bradford City labdarúgó csapata, átvették a stadiont is, de ekkoriban még a Nyugati tüzérség területi erejének központja volt. Első mérkőzésüket 1903. szeptember 5-én játszották a Gainsborough Trinity ellen, mely összecsapásra 11 000 néző látogatott ki. Öt évvel később feljutottak az első ligába, és Archibald Leitch labdarúgóépítészt bízták meg a stadion átépítésével. A kapacitást 40 000 főre emelték egy 5300 férőhelyes főlelátóval (Main Stand), egy teraszos paddock-kal, megépült a Spion Kop és a 8000 férőhelyes Midland Road lelátó is. A karácsonyi mérkőzésükre 36 000 néző látogatott ki. 1911. március 11-én a Valley Parade 39 146 nézőt vonzott a Burnley elleni FA-kupa mérkőzésre, mely rekord a történetükben.
1952-re megvásárolták a birtok 2/3-át, így teljesen tulajdonuk lett, az építmény azonban teljesen változatlan maradt. A következő két évtized során kétszer került lebontásra a Midland Road lelátó. Az illetékesek először 1952-ben zárták le a lelátó egy részét a hat évvel korábbi Burnden Parkban történt katasztrófa miatt. A lelátó vázát eladták a Berwick Rangers gárdájának, 1954-ben pedig építettek egy pótlelátót. Hat évvel később az új lelátó is lebontásra került, így a Valley Parade háromoldalú aréna maradt egészen 1966-ig, miután a pályát átalakították és egy új lelátót is építettek.

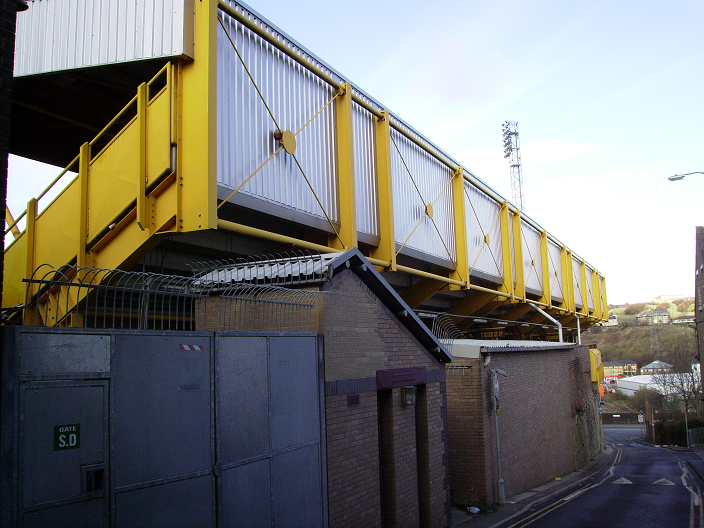
A Valley Parade Bradford End nevű lelátója, melyet először alakítottak át a stadion 1986-os újranyitását követően

1985. május 11-én a Valley Parade-on halálos tűzeset történt, mely során 56 ember vesztette életét és 265 sebesült meg. Mindez az 1984–1985-ös szezon utolsó meccsén tőrtént, mely után a elnyerték a harmadosztály bajnokának járó trófeát. A tűz mindössze kilenc perc alatt pusztította el a központi lelátót. Ezt követően mérkőzéseiket egy rögbi stadionban, az Odsal Stadionban játszották, de mérkőztek még az Elland Road-on és a Leeds Roadon, – mely a Huddersfield Town egykori otthona volt –, egészen 1986 decemberéig, miközben a Valley Parade-ot átalakították. 2 600 000 fontot költöttek az új főlelátóra, és a Spion Kop megjavítására, majd 1986. december 14-én újra megnyitották az arénát egy angol válogatott elleni összecsapással.
1991-ben a Bradfond End lelátót modifikálták, a kétszintű lelátó mellé eredményjelző-tábla is készült. 1996-ban, miután feljutottak a Premier League-be, Geoffrey Richmond, a klub elnöke bejelentette, hogy egy 4500 üléses lelátót építenek a Midland Road oldalán. Az 1999-es kiesés után Richmond további 6 500 000 fontot költött a Spion Kop kétszintű, 7500 férőhelyes átalakítására. A Kop és a Main Stand (főlelátó) között nyílt egy saroklelátó, mely 1970 után újra 20 000 főre emelte a stadion befogadóképességét. A következő nyáron a Main Stand-ot szintén kétszintessé tették, 25 136-ra emelve így a kapacitást. További projektek voltak tervben, ám 2002 májusában adósságba kerültek, így ezek soha nem valósultak meg. A következő évben a Valley Parade-ot 5 000 000 fontért adták el a Gibbs nyugdíjalapnak, az irodákat, üzleteket és a parkolót pedig a londoni székhelyű Development Securities-nek 2 500 000 fontért. A közös elnökök 2011 nyarán vették vissza. A bérleti és fenntartási költségeik a Gibbs nyugdíjpénztárban 1 200 000 font volt, így az Odsalba való visszatérést fontolgatták. A Bradford Bulls megosztotta volna velük az új, 50 000 000 font értékű komplexumát, mely alkalmas krikett-, kerékpár-, illetve atlétikai versenyek lebonyolítására. A szponzori megállapodások keretében a Valley Parade-nek 2016 júliusában Northern Commersials Stadion lett az új neve, míg 2019 júliusában az Utilita Energy Stadion nevet viselte.

## Szurkolók
2007-ben a klub kezdeményezte, hogy csökkentsék a labdarúgó-mérkőzések árát a 2007–2008-as szezonban. Ennek eredményeként bérleteik a legolcsóbbak voltak Angliában, mindössze 138 fontba kerültek, ez meccsenként átlagban 6 fontnak felelt meg. 2007. július 31-én, 19:00-kor a kedvezmény megszűnésével az eladott bérletek száma 12 019 volt. Ez a rendszer lehetővé tette számukra, hogy a 2007–2008-as idényben az átlagnézőszámot növeljék, és több mint háromszorására gyarapítsák a többi klubéhoz képest. Az English Football League díjátadóján elnyerték a Legjobb Szurkolói Marketing Kampány kategóriáért járó díjat, és meghívást kaptak a Westminster-palotába. Céljuk az volt, hogy a 2008–2009-es szezonra 20 000 szurkolót vonzzanak a meccseikre azzal, hogy ingyenes bérletet kínálnak akkor, ha már 9000 felnőttjegy elkelt. Végül céljuktól mindössze 704 nézővel maradtak el. Mark Lawn társelnök 2008 novemberében jelentette be, hogy a Bradfond End lelátóra a bérletek a 2009–2010-es szezonra 99 vagy 138 fontért kaphatók, amennyiben 2008 decemberében vásárolják meg azokat.
A 2013–2014-es idényre szóló bérleteket 2013. július 31-ig volt lehetőség megvásárolni. A felnőttjegy ára 199 font, az idősek és diákok jegyei 149 fontba kerültek, a gyerekjegy pedig 99 fontba. A 2015–2016-os bajnokságra bejelentették legújabb bérletrendszerüket, mellyel céljuk a labdarúgás megfizethetővé tétele volt a szurkolók számára. A bérletek árát 149 fontban határozták meg, míg a 11 éven aluliak számára a belépés ingyenes volt, amennyiben felnőtt belépővel vásárolták meg nekik a jegyet. A kezdeti célkitűzés 15 000 néző volt ezzel 2015. július 31-ig, a kedvezményes árak határidejéig. Július 6-án rekordszámú, 18 000 jegyet adtak el a sikeres kedvezményeknek köszönhetően. A 2016–2017-es szezonban megismételték újra az akciót, és több, mint 17 000 jegy talált gazdára.
Hivatalos kabalájuk Billy Bantam.

## Riválisok
A csapat első számú riválisa eredetileg a szintén a Bradford városában található Bradford Park Avenue, de ők már hosszú ideje az English Football League-en kívül játszanak. A Leeds United és a Huddersfield Town elleni mérkőzésüket a szurkolók körében West Yorkshire derbinek nevezik. Létezett egyfajta baráti rivalizálás a ma már nem létező klub, a Halifax Town ellen.
Egy 2019 augusztusában végzett felmérés szerint drukkereik a Burnley, a Barnsley és a Rottherham United csapatát is riválisnak tekintik.

## Az európai labdarúgásban
A Bradford City eddig egyszer vett részt az európai kupaporondon, a 2000-es Intertotó-kupa küzdelmeiben az elődöntőig menetelt.
| Szezon | Kiírás              | Forduló          | Ellenfél                 | Első mérkőzés | Második mérkőzés | Összesítésben |
| ------ | ------------------- | ---------------- | ------------------------ | ------------- | ---------------- | ------------- |
| 2000   | UEFA Intertotó-kupa | Második forduló  | FK Atlantas              | 3–1           | 4–1              | 7–2           |
| 2000   | UEFA Intertotó-kupa | Harmadik forduló | RKC Waalwijk             | 2–0           | 1–0              | 3–0           |
| 2000   | UEFA Intertotó-kupa | Elődöntő         | Zenyit Szankt-Petyerburg | 0–1           | 0–3              | 0–4           |

## Játékosok

### Jelenlegi keret
2022. május 14. szerint.
| #  |     | Poszt | Név               |
| -- | --- | ----- | ----------------- |
| 1  | ENG | K     | Richard O'Donnell |
| 2  | ENG | V     | Oscar Threlkeld   |
| 3  | ENG | V     | Liam Ridehalgh    |
| 4  | IRL | V     | Paudie O'Connor   |
| 6  | CMR | KP    | Yann Songo'o      |
| 7  | SDN | CS    | Abo Eisa          |
| 8  | ENG | KP    | Callum Cooke      |
| 9  | ENG | CS    | Andy Cook         |
| 11 | ENG | KP    | Alex Gilliead     |
| 13 | ENG | K     | Sam Hornby        |
| 14 | ENG | V     | Matty Foulds      |
| 15 | ENG | CS    | Charles Vernam    |
| 16 | IRL | V     | Fiacre Kelleher   |
| 17 | ENG | KP    | Gareth Evans      |
| 18 | SCO | KP    | Elliot Watt       |

| #  |     | Poszt | Név                 |
| -- | --- | ----- | ------------------- |
| 19 | ENG | CS    | Lee Angol           |
| 20 | JAM | CS    | Theo Robinson       |
| 21 | IRL | V     | Reece Staunton      |
| 22 | ENG | KP    | Levi Sutton         |
| 24 | NIR | V     | Finn Cousin-Dawson  |
| 26 | ENG | KP    | Kian Scales         |
| 27 | ENG | V     | Luke Hendrie        |
| 29 | NIR | CS    | Caolan Lavery       |
| —  | POL | KP    | Olivier Sukiennicki |
| —  | ENG | CS    | Charlie Wood        |
| —  | ENG | KP    | Ryan East           |
| —  | ENG | K     | Harry Lewis         |
| —  | ENG | V     | Matthew Platt       |
| —  | SCO | KP    | Jamie Walker        |
| —  | ENG | CS    | Jake Young          |